# 딜런 스프라우스
딜런 토머스 스프라우스(영어: Dylan Thomas Sprouse, 1992년 8월 4일 ~ )은 미국의 배우이다. 2005년부터 2008년까지 방영된 드라마 《잭과 코디, 우리집은 호텔 스위트 룸》에서 잭 마틴 역으로 잘 알려져 있다.

## 출연 작품
- 타이거 타이거 (2020)
- 애프터: 그 후 (2020)
- 바나나 스플릿 (2018)
- 쿵푸 마구 (2010)
- 킹스 오브 애플타운 (2009)
- 잭과 코디, 우리 학교는 호화유람선 (2008)
- 스노우 버디 (2008)
- 잭과 코디, 우리집은 호텔 스위트 룸 시즌3 (2007)
- 왕자와 거지 (2007)
- 잭과 코디, 우리집은 호텔 스위트 룸 시즌2 (2006)
- 홀리다제 (2006)
- 피기 뱅크 (2005)
- 잭과 코디, 우리집은 호텔 스위트 룸 (2005)
- 이유있는 반항 (2004)
- 댓츠 소 레이번 (2003)
- 애플 잭 (2003)
- 저스트 포 킥스 (2003)
- 아이 소 마미 키싱 산타클로스 (2002)
- 에이트 크레이지 나이트 (2002)
- 마스터 오브 디즈가이즈 (2002)
- 섹스 중독자의 고백 (2001)
- 애스트로넛 (1999)
- 빅 대디 (1999)
- 그레이스 언더 파이어 (1993)